# Priocca
Priocca là một đô thị tại tỉnh Cuneo trong vùng Piedmont của Italia, vị trí cách khoảng 45 km về phía đông nam của Torino và khoảng 60 km về phía đông bắc của Cuneo. Tại thời điểm ngày 31 tháng 12 năm 2004, đô thị này có dân số 1.979 người và diện tích 9,1 km².
Priocca giáp các đô thị: Canale, Castellinaldo, Govone, Magliano Alfieri và San Damiano d'Asti.